# Ganoxanthus
Ganoxanthus là một chi bọ cánh cứng trong họ 
Elateridae.
Chi này được miêu tả khoa học năm 1929 bởi Fleutiaux.

## Các loài
Các loài trong chi này gồm:
- Ganoxanthus brendelli Schimmel, 2003
- Ganoxanthus catei Schimmel, 2003
- Ganoxanthus decorus Schimmel, 2003
- Ganoxanthus duporti Fleutiaux, 1918
- Ganoxanthus janmari Schimmel, 2003
- Ganoxanthus propinquus Fleutiaux, 1928
- Ganoxanthus quadriguttatus Miwa, 1927
- Ganoxanthus quadrimaculatus Schimmel, 2003
- Ganoxanthus sexmaculatus Schimmel, 2003
- Ganoxanthus thailandicus Schimmel, 2003
- Ganoxanthus vanstallei Schimmel, 2003
- Ganoxanthus virgatus (Candèze, 1859)
- Ganoxanthus vitalisi Fleutiaux, 1918